# 白鳥ビル
白鳥ビル（しらとりビル）は、宮城県仙台市青葉区にある雑居ビル。仙台市都心部の晩翠通沿いの定禅寺通との交差点近くにある。1970年（昭和45年）に建設。8階建てで、現在は住居や飲食店など約70軒が入居する。ビルの名称は、所有者の苗字に因む。

## 白鳥ホール
当ビル8階にある、床面積約530m2の小劇場。150-200人が収容可。ビルが建設された1970年（昭和45年）から1980年代半ばまでは、仙台市の演劇の中心地として、活発に公演が行われた。それに合わせ、当ビルの飲食店は役者や演劇愛好者が集う店となり、現在も往時の雰囲気を残している。
1987年（昭和62年）、近接する定禅寺通り・一番町にファッションドーム141が出来、小劇場演劇に適したエル・パーク仙台も併設された。そのため、仙台の演劇の中心地はエル・パーク仙台へと移り、白鳥ホールでの公演はほとんど行われなくなっていった。
2007年（平成19年）、在仙俳優の渡部さとる（旧芸名：米澤牛）らが発起人となり、演劇専用の小劇場開設を目指して「SENDAI座」プロジェクトを開始した。当面、白鳥ホールでの公演を定期的に開く予定であり、20年振りに仙台の演劇の拠点が復活することになった（戦前には「仙臺座」という名称の芝居小屋が存在した。現在、「仙臺ZA」という名称のジャズ生演奏レストランも存在する）。
現在では民謡の発表会などで白鳥ホールは使われることが多い

## テナント
- 仙台将棋センター
- SENDAI座 俳優養成所

## 周辺施設
定禅寺通り沿い
- 仙台市民会館
- せんだいメディアテーク
- 宮城県民会館
- 141ビル
  - エル・パーク仙台
  - 仙台三越定禅寺通り館

## アクセス
- 仙台市地下鉄南北線・勾当台公園駅
- るーぷる仙台・メディアテーク前